# Лос Орконес (Сан Педро Почутла)
Лос Орконес (шп. Los Horcones) насеље је у Мексику у савезној држави Оахака у општини Сан Педро Почутла. Насеље се налази на надморској висини од 179 м.

## Становништво
Према подацима из 2010. године у насељу су живела 3 становника.

### Хронологија
| Година       | 2000       | 2005 | 2010 |
| ------------ | ---------- | ---- | ---- |
| Становништво | 12 (5 / 7) | 9    | 3    |

### Попис
| # | Индикатор                     | Вредност |
| - | ----------------------------- | -------- |
| 1 | Укупно домаћинстава           | 3        |
| 2 | Укупно насељених домаћинстава | 1        |
| 3 | Величина локације             | 1        |